# مانوئل ۱۲۷۷۷
سیارک ۱۲۷۷۷ (به انگلیسی: 12777 Manuel، نامگذاری:1994QA1) دوازده هزار و هفتصد و هفتاد و هفتمین سیارک کشف شده‌است که در ۲۷ اوت ۱۹۹۴ کشف شد.
قدر مطلق سیارک برابر ۱۶.۲ است.